# Wallfahrtsstätte der Madonna del Sasso

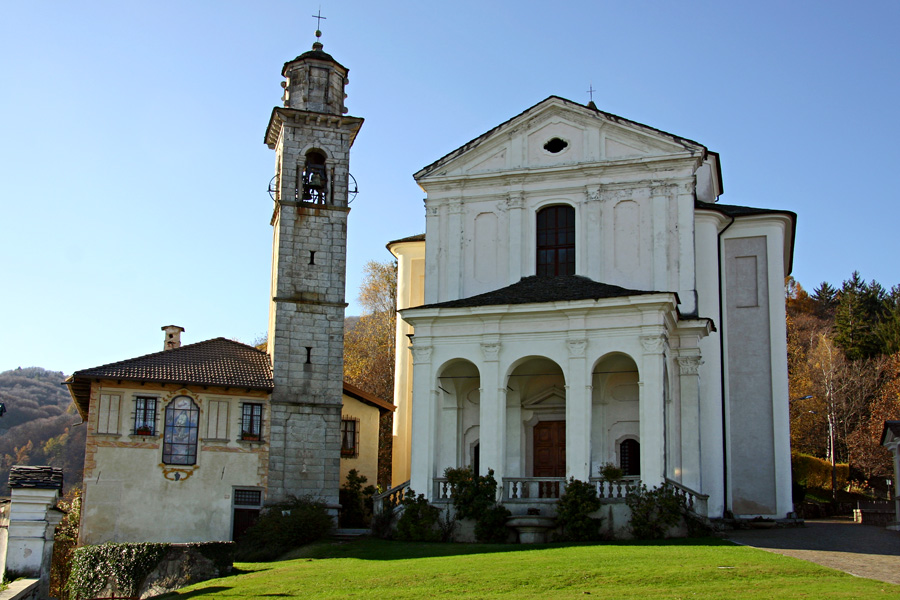
Die Kirche

Die Wallfahrtsstätte der Madonna del Sasso befindet sich auf einem Granitfelsvorsprung am Ortasee in 638 m Höhe im Gebiet der gleichnamigen Gemeinde im Ortsteil Boleto.
Vom Platz vor der Kirche, der als „Balkon des Cusio“ bezeichnet wird, hat man einen atemberaubenden Ausblick auf den ganzen See, auf Monte Mottarone, die Alpen und die Ebene Richtung Novara.
Die Stätte besteht aus der Kirche, dem Glockenturm und dem Pfarrhaus.

## Geschichte

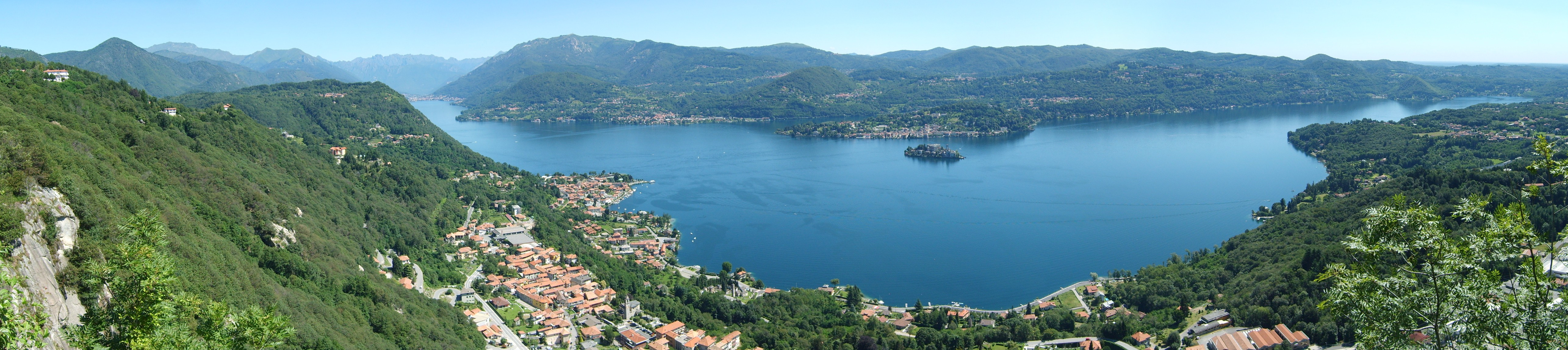
Blick von Madonna del Sasso auf den Ortasee

Jahrhundertelang wurde der weiße Granitfels, auf dem sich die Wallfahrtsstätte erhebt, zur Natursteingewinnung genutzt.
Hier am Fuß des Monte Avigno gab es ursprünglich eine Kapelle, die der Schmerzensmutter geweiht war und wahrscheinlich aus dem 16. Jh. stammte. Auf dem Platz mit der Bezeichnung „Tuchwiese“ war es an heißen und sonnigen Tagen üblich, dass die Frauen des Ortes das zu Hause gefertigte Tuch zum Bleichen auslegten.
Aufgrund der zahlreichen Gnadenerweise gewann der Ort an Ansehen und anstelle der kleinen Kapelle wurde die erste Kirche errichtet, die in einer Nische der Sakristei eine Statuette der Madonna im Rosenkranz aufbewahrte, die als wundertätig galt.
Der derzeitige Gebäudekomplex wurde 1706 von Pietro Paolo Minola aus Boleto gewollt, der nach einem von der Madonna erhaltenen Gnadenerweis beschloss, auf seine Kosten eine neue Wallfahrtsstätte als Ersatz für die ältere zu errichten.
Die Arbeiten begannen gegen 1725 auch dank des Beitrags der Einwohner von Boleto. 1748 wurde die Kirche fertiggestellt, während der Glockenturm und das Gebäude daneben 1760 abgeschlossen wurden. Die Wallfahrtsstätte wurde offiziell 1771 durch den Bischof von Novara geweiht.
Die Kirche hat den Grundriss eines griechischen Kreuzes und ist im Stil des Barock mit zwei seitlichen Altären erbaut. Die Architekturen und Fresken sind das Werk des Malers und Bildhauers Lorenzo Peracino aus dem Valsesia. Das aus der alten Wallfahrtsstätte stammende Altarbild ist ein Tafelbild von Fermo Stella da Caravaggio (16. Jh.), das die Pietà darstellt.
Aus Anlass des 250-jährigen Bestehens wurde 1998 der gesamte Gebäudekomplex einer Restaurierung unterzogen.

## Wandern
Die Wallfahrtsstätte ist Ankunftspunkt der Wandertour Coeur – Im Herzen der Wege Europas, die verschiedene Wallfahrtsstätten miteinander verbindet.